# Acronychia pubescens
Acronychia pubescens es una especie de arbusto perteneciente a la familia de las rutáceas. Es originaria de Australia en Nueva Gales del Sur.

## Descripción
Es un arbusto o árbol pequeño que alcanza un tamaño de  hasta 15 m de altura, con ramitas e inflorescencias peludas. Las hojas 3-folioladas o, a veces 1-foliolada, con foliolos sésiles, oblanceolados a estrechamente obovadas u oblongo-elípticas, de 5.5-22 cm de largo, 1.8-7.7 cm de ancho, el ápice acuminado por lo general a una punta roma, la base cuneada, el envés, por lo general, peludo por lo menos en el nervio medio y las venas, tiene puntos distintos, pero escasos de aceite; pecíolo 8-85 mm de largo, tomentoso a glabrescente. Las inflorescencias con pocas a muchas flores, de 3-5.5 cm de largo. Sépalos 1-2,5 mm de largo. Pétalos de 6-10 mm de largo, blanquecinos. El fruto elipsoide a ± globoso, de 12-20 mm de diámetro, color crema a amarillo pálido.

## Distribución y hábitat
Se encuentra en los bosques subtropicales y templados cálidos, al norte de Dorrigo en Nueva Gales del Sur y en el estado vecino de Queensland.

## Taxonomía
Acronychia pubescens fue descrita por (F.M.Bailey) C.T.White y publicado en Proceedings of the Royal Society of Queensland 50: 68 en el año 1938.
Etimología
Acronychia: nombre genérico que deriva de las palabras griegas akros (punta) y ónix (garra), en referencia a los pétalos, que normalmente están conectados adaxialmente en el ápice.
pubescens: epíteto latíno que significa "peluda"
Sinonimia
- Acronychia melicopoides var. lasiantha F.Muell.
- Melicope pubescens F.M.Bailey[6]